# Titularbistum Panatoria
Panatoria war eine antike Stadt in der römischen Provinz Mauretania Caesariensis im Norden von Algerien.
Panatoria ist ein ehemaliges Bistum der römisch-katholischen Kirche und heute ein Titularbistum.
| Titularbischöfe von Panatoria |                               |                                        |                  |                 |
| Nr.                           | Name                          | Amt                                    | von              | bis             |
| 1                             | James Louis Schad             | Weihbischof in Camden (USA)            | 18. Oktober 1966 | 27. März 2002   |
| 2                             | José María de la Torre Martín | Weihbischof in Guadalajara (Mexiko)    | 19. Juni 2002    | 31. Januar 2008 |
| 3                             | Hubert Berenbrinker           | Weihbischof in Paderborn (Deutschland) | 19. April 2008   |                 |